# NGC 3070
NGC 3070 é uma galáxia elíptica (E) localizada na direcção da constelação de Leo. Possui uma declinação de +10° 21' 37" e uma ascensão recta de 9 horas, 58 minutos e 06,9 segundos.
A galáxia NGC 3070 foi descoberta em 15 de Março de 1784 por William Herschel.